# Phil Ochs in Concert
Phil Ochs in Concert ist das erste Livealbum von Phil Ochs, das 1966 bei Elektra Records veröffentlicht wurde. Trotz seines Titels war es nicht ganz live, da mehrere Tracks aufgrund von Mängeln in den Live-Aufnahmen in Boston und New York City Ende 1965 und Anfang 1966 tatsächlich im Studio aufgenommen wurden.

## Themen
There but for Fortune ist der bekannteste Song des Albums. Es ist ein Song für Joan Baez. Mit diesem Lied ermutigt er die Menschen, sich selbst als glücklich zu schätzen, da das Schicksal seinen Tribut von denen fordert, die unter anderen Umständen vielleicht anders ausgegangen sind, und sagt, dass negative Dinge jedem passieren können.
Der zweitbekannteste Track ist Love Me, I’m a Liberal. Es ist eine sarkastische Interpretation der Schönwetterpolitik der amerikanischen Mainstream-Liberalen. Es wurde seit seiner ersten Veröffentlichung viele Male gecovert.
Das Album enthält eines der wenigen Liebeslieder von Ochs: Changes. Es ist eine bilderreiche, impressionistische Ballade, die den Verlust seines Lebens mit einem geliebten Menschen beklagt. Bracero ist ein vernichtender Angriff auf die Notlage von Wanderarbeitern, die von Mexiko aus die Grenze überqueren, um für einen Hungerlohn zu arbeiten. Der Song Canons of Christianity greift die Heuchelei der kirchlichen Lehren und Führer an. Cops of the World zeichnet ein Porträt von Amerika als Invasoren, die der Welt ihre Werte und Lebensweisen aufzwingen wollen und alles tun, was sie wollen, und erwarten, dass alle anderen sich daran halten. Santo Domingo schildert die Besetzung der Dominikanischen Republik durch die USA 1965–66 als rücksichtsloses imperialistisches Abenteuer. Ringing of Revolution präsentiert eine utopische Vision proletarischer Eroberung und markiert eine der frühesten aufgezeichneten politischen Referenzen zu Ronald Reagan in der Musik.
Der Album-Opener I’m Gonna Say It Now ist in der Stimme eines idealistischen College-Studenten gegenüber den Erwachsenen, die die Schule leiten, und behauptet mit Nachdruck, aber respektvoll, sein Recht, seine Meinung zu sagen. Der letzte Song des Albums, When I’m Gone, ist eine vorausschauende, traurige Ode an die Kürze des Lebens und die dringende Notwendigkeit, für soziale Gerechtigkeit zu kämpfen, solange es geht.

## Stil
Es war das letzte voll-akustische Album des Sängers.

## Titelliste
A-Seite
1. I’m Going To Say It Now (LP-3:10; CD-3:10)
2. Bracero (LP-4:05; CD-4:07)
3. Ringing of Revolution (LP-7:10; CD-7:19)
4. Is There Anybody Here? (LP-3:41; CD-3:27)
5. Canons of Christianity (LP-5:47; CD-6:02)

B-Seite
1. There but for Fortune (LP-2:47; CD-2:52)
2. Cops of the World (LP-4:48; CD-5:04)
3. (The Marines Have Landed on the Shores of) Santo Domingo (LP-5:55; CD-5:58) (listed on LP as simply Santo Domingo)
4. Changes (LP-4:36; CD-4:45)
5. Love Me, I’m a Liberal (LP-4:33; CD-4:37)
6. When I’m Gone (LP-4:15; CD-4:19)

Alle Tracks komponiert von Phil Ochs.
Die Zeitangaben für die ursprüngliche LP-Veröffentlichung von Phil Ochs in Concert waren kürzer als auf der CD-Neuauflage. In einigen Fällen enthält die CD zusätzliche Ansagen und Gespräche zwischen Ochs und dem Publikum. Die auf der Original-LP aufgeführten Timings sind falsch; die unten gezeigten wurden angepasst, um die tatsächlichen Zeiten sowohl auf der Original-LP als auch auf der CD-Neuauflage widerzuspiegeln.

## Besetzung
- Phil Ochs – Gitarre, Gesang, Text
- Jac Holzman und Mark Abramson – Produzenten
- Arthur Gorson – Konzertproduzent